# Leucomelanodermia dos vagabundos
A leucomelanodermia dos vagabundos é uma doença de pele encontrada em idosos em consequência da combinação de deficiência alimentar e falta de higiene, que acaba por resultar em uma infestação de Pediculus humanus. Apresenta-se com hipomelanose associada à coceira sobreposta a um antecedente de hipermelanose difusa, especialmente nos tornozelos, axilas, virilhas, face interna das coxas e nuca.